# パーム (企業)
パーム（Palm, Inc.）社は、携帯情報端末 (PDA) やスマートフォンのPalmなどを開発・製造・販売するアメリカ合衆国の企業。ヒューレット・パッカードの子会社。カリフォルニア州サニーベールに本社を置く。
PalmデバイスおよびそのオペレーティングシステムPalm OSを開発していた palmOne, Inc. が、OS 開発をおこなうPalmSource（現: ACCESS Systems）との2社に分離後、社名の全権を取得し、Palm, Inc. になった。
2010年4月にヒューレット・パッカードによる買収合意が発表され、同年7月から同社の完全子会社となった。その後Palm OSを受け継いだwebOSの機器及びソフトウェアの開発を行なっていたが、2011年8月にwebOS事業の閉鎖を発表。その後は一転、webOSをオープンソース化し事業継続すべく社内部門として存在している。

## 経緯

### Palm社の設立
1992年1月、ジェフ・ホーキンスとドナ・ドゥビンスキー (Donna Dubinsky) によりカリフォルニアのサニーベールでPalm Inc.が設立された。当初はソフトウェア会社として、カシオ計算機がタンディ向けに開発したPDA「Zoomer」のアプリケーションと手書き認識機能を担当した。「Zoomer」はカシオ、タンディ、ASTなどから1993年のクリスマスシーズンに発売されたが、1994年1月までのトータルで1万台しか売れなかったという。この商品はApple社の「Newton」に競合するものであったが失敗に終わった。そこでPalm社は自社でハードウェアを開発することを決断した。
1994年9月には手書き文字認識ソフトとしてGraffitiを開発し、アップル社の「Newton」やGeneral Magic社の「Magic Cap」などに採用された。また同時期には自社ハードウェアの仕様とモックアップも完成した。筐体サイズを決めるために、ワイシャツの胸ポケットをジェフ・ホーキンスが採寸してまわったという逸話が残っている。しかし量産化のための資金がなかったことから、1995年9月にUSロボティクスに4500万ドルで買収されて子会社となり、社名もPalm Inc.からPalm Computingに変更となった。

### Palm Pilotの発売
1996年1月、USロボティクスから「Pilot」が発表され、同年4月に「Pilot 1000」「Pilot 5000」が発売された。1996年末までに35万台、発売から1年半で100万台を売り、当時のPDAマーケットシェアの3分の2をおさめるヒット商品となった。1997年5月、USロボティクスを3Com社が買収した。
日本では「Palm Pilot」（パームパイロット）という名称で販売されたが、1997年10月に商標権侵害を理由にパイロットがUSロボティクスと販売代理店の株式会社イケショップに対し、東京地方裁判所に商品の販売と商標の使用中止を求める仮処分を申請した。同年12月中頃に和解が成立し申請は取り下げられ、以降の新商品に「Pilot」という名称は使われなくなった。

### Handspringの設立と方向転換
創業者のホーキンスとドゥビンスキー、およびエド・コリガンは1998年8月にPalm Computingを辞めると新しい会社を設立し、すぐに社名をHandspring, Inc.に変更する。Handspring社はPalm ComputingからPalm OSのライセンスを受け、Visorという低価格なハードウェアを発売した。独自の拡張スロットSpringboardを搭載したVisorで、同社はPalm OSのライセンスを受けた初めてのサードパーティーとなった。Handspringはしかし、Springboard搭載PDAを中心に推し進める戦略から、スマートフォンなどの、通信機能を内蔵した、コミュニケータと呼ばれるタイプの一体型デバイスへと方向転換してゆくこととなる。

### PalmからpalmOneへ
2000年、Palmは3Comから独立、社名を Palm (Palm inc.) とし、NASDAQへ株式も公開した（日本法人の名称は「パーム コンピューティング」）。マイクロソフトが買収しようとしたが失敗に終わった。
2001年前後、売り上げ悪化に悩むPalm社は、ソフトウェアとハードウェア部門を別々の企業として独立させる決断をする。これには、ソフト部門（のちのPalmSource）がハード部門（Palm Solutions Group）と離れることで、Palm OSを使用するPDAメーカーすべてに中立的な立場で開発に専念できる、という側面がある。そのような中で2003年、同社は Handspring の買収と、ホーキンス、ドゥビンスキーおよびコリガンの復帰を発表した。Palm Solutions Group の新社名は palmOne。Palm OS自体の名称は変わらず、“Palm”ブランドはpalmOneと PalmSourceの運営する持ち株会社（PalmSourceが55%の株式を保有）に帰属することとなった。Palmの流れを汲むHandspringのTreoシリーズも、紆余曲折を経てPalmから発売されるかたちとなった。

### palmOneから再びPalmへ
palmOneは2005年、PalmSourceに3000万ドル支払い、知名度が高く優れたブランド名"Palm"の全権を取得した。同年、palmOne から Palm へ社名を変更。そして、新"Palm"の名でPalm TXとZ22を10月より販売を開始した。翌2006年にはWindows Mobile搭載機であるスマートフォンTreo 700wを発売した。

### 伸びるスマートフォンへの取り組み
2007年秋、Palmは米国第三位の携帯電話キャリアスプリント・ネクステル からストレート型スマートフォン「Palm Centro」を発売した。Palm CentroはTreo以外では「Palm初」となるスマートフォン製品。米国ではスマートフォン・ワイアレスハンドヘルド製品の出荷数は1億1500万ユニットで前年2007年度比で60％増加しており、Palm社としては携帯電話からスマートフォンへの乗り換えを検討している新たな顧客層を呼び込みたい考えがある。重さは約119g。EV-DOネットワーク対応。
2008年にはAT&T版 Palm Centroも発売された。UMTSネットワーク対応。同機は、欧州ではPalm Treo 500として、ボーダフォンから発売された。

### ヒューレット・パッカードによる買収
2010年4月28日、ヒューレット・パッカードによる買収合意が発表され、2010年7月1日、完全子会社となった。パーム部門はスマートフォンやタブレット機器市場への対応に合わせ、webOS（2009年に発表した新PalmOSの名称）機器及び関連ソフトウェアの開発を受け持っていたが、2011年8月にHPはwebOS関連機器の開発からの撤退を発表した。しかし同年9月22日にCEOに就任したメグ・ホイットマンが事業継続に再びかじを切り、12月9日にオープンソース化を発表した。

## 製品
- PalmPilot
  - Pilot 1000（英語版）
  - Pilot 5000
  - PalmPilot
    - PalmPilot Personal

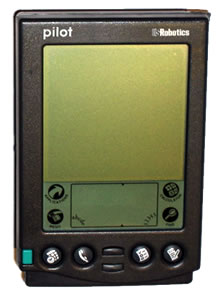
PalmPilot 5000

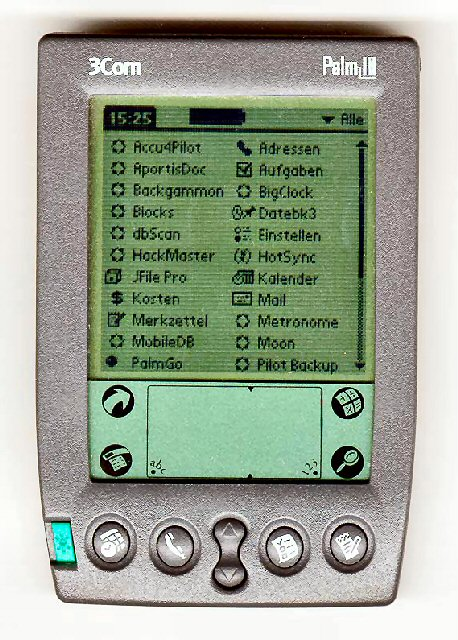
Palm III

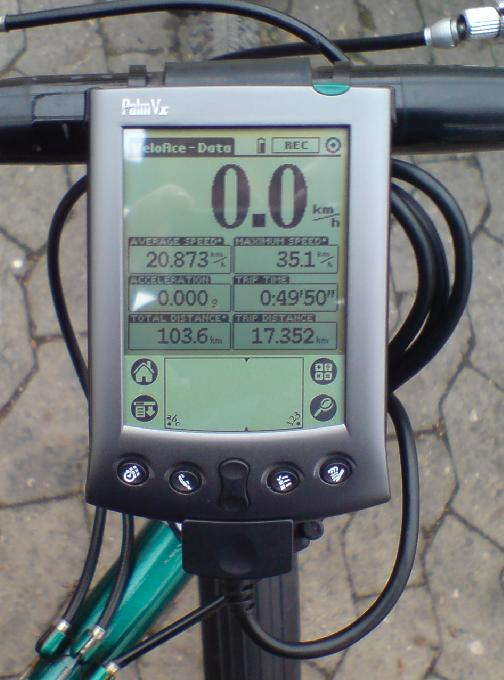
Palm Vx

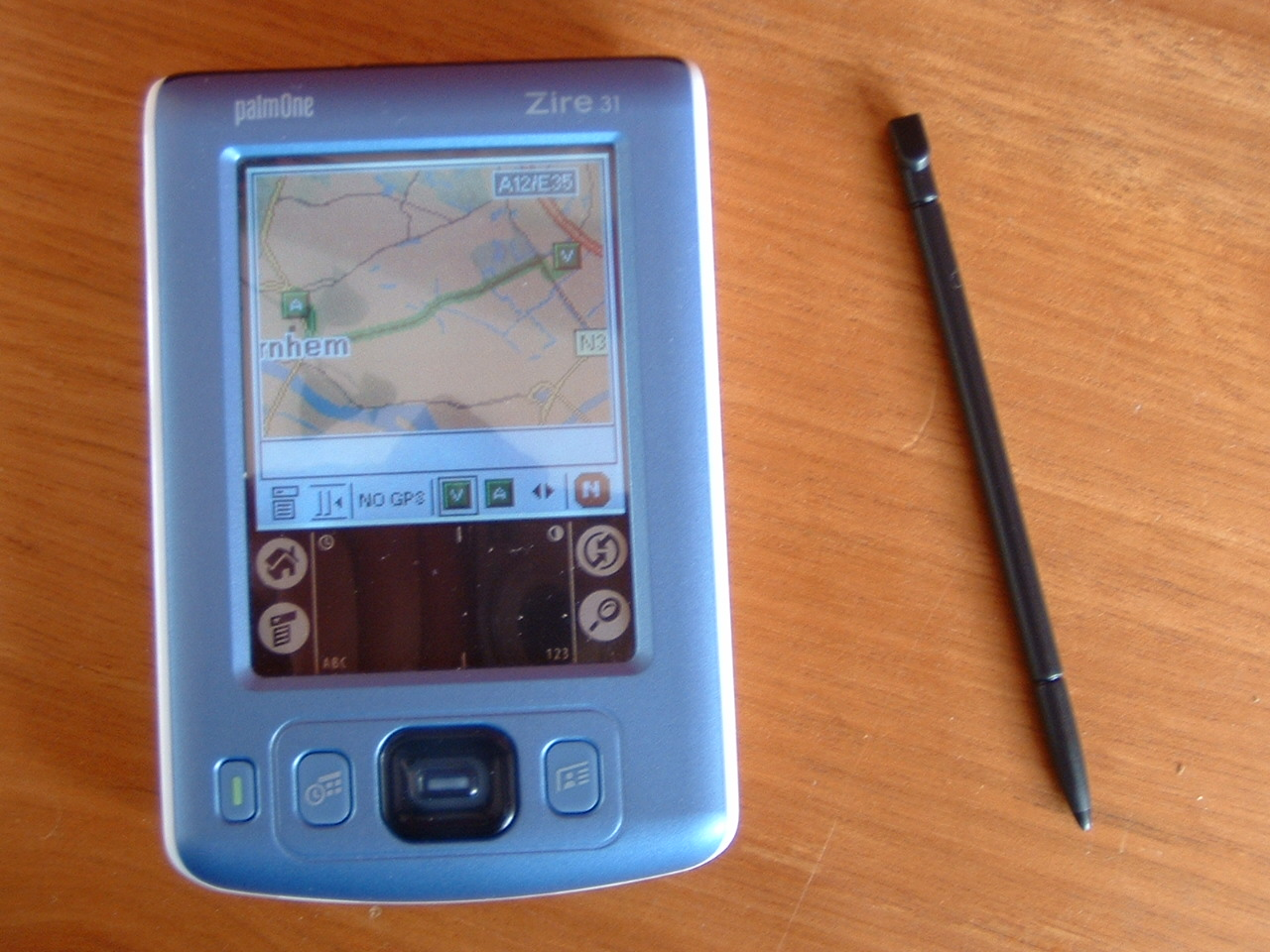
Zire 31

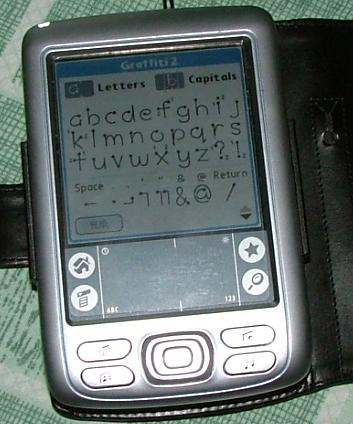
Zire 72

    - PalmPilot Professional（英語版）
- Palm
  - Palm III（英語版）
  - Palm IIIe（英語版）
  - Palm IIIx（英語版）
  - Palm IIIxe（英語版）
  - Palm IIIc（英語版）
  - Palm V
  - Palm Vx（英語版）
  - Palm VII（英語版）
  - Palm VIIx（英語版）
  - Palm m100（英語版）
  - Palm m105（英語版）
  - Palm m125（英語版）
  - Palm m130（英語版）
  - Palm m500（英語版）
  - Palm m505（英語版）
  - Palm m515（英語版）
  - Palm i705（英語版）
  - Palm TX（英語版）
  - Palm Z-22（英語版）
- webOS
  - Palm Pre（英語版）
  - Palm Pre 2（英語版）
  - Palm Pixi（英語版）
- Palm Tungsten（英語版）
  - Tungsten E
  - Tungsten E2
  - Tungsten T
  - Tungsten T2
  - Tungsten T3
  - Tungsten T5
  - Tungsten W
  - Tungsten C TX
- Zire（英語版）
  - Zire
  - Zire 21
  - Zire 31（英語版）
  - Zire 71
  - Zire 72（英語版）
- Palm Treo - スマートフォン
  - Treo 90（英語版）
  - Treo 180（英語版）
  - Treo 180g
  - Treo 270（英語版）
  - Treo 300
  - Treo 600（英語版）
  - Treo 650（英語版）
  - Treo 700w（英語版）
  - Treo 700p（英語版）
  - Treo 700wx（英語版）
  - Treo 680（英語版）
  - Treo 750（英語版）
  - Treo 750v（英語版）
  - Treo 755p（英語版）
  - Treo 500v
  - Palm Treo 800w（英語版）
  - Palm Treo Pro（英語版）
- LifeDrive（英語版）（4GB の MicroDrive 搭載）
- Palm Centro（英語版）